# Dichorisandra begoniifolia
Dichorisandra begoniifolia är en himmelsblomsväxtart som beskrevs av Carl Sigismund Kunth. Dichorisandra begoniifolia ingår i släktet Dichorisandra och familjen himmelsblomsväxter. Inga underarter finns listade.